# Chuckie Egg
Chuckie Egg — компьютерная игра A&F Software, выпущенная в 1983 году, сначала для ZX Spectrum, BBC Micro и Dragon. Полученная игрой популярность привела к тому, что она была выпущена на большом числе компьютеров, включая Commodore 64, Acorn Electron, MSX, Tatung Einstein, Amstrad CPC и Atari 8-bit. Обновлённая версия игры была позже выпущена для Commodore Amiga, Atari ST, и IBM PC.
Версии игры делятся на две группы: с реалистичной физикой (версии для BBC Micro и Amstrad CPC) и без таковой (например, версия для ZX Spectrum). Хотя игровой процесс в этих двух версиях существенно отличается, уровни в целом являются одинаковыми, и 8-битные версии часто рассматриваются как классические.
Игра часто называется наравне с Manic Miner и Lode Runner среди основных вех в развитии жанра платформеров.

## Игровой процесс
В качестве Hen-House Harry, игрок должен собрать 20 яиц, расположенных на каждом уровне, до истечения таймера обратного отсчёта. Кроме того, на уровне имеются кучки семян, которые можно собрать для увеличения числа очков и остановке таймера. Однако обычно их съедают куры, патрулирующие уровень. Едящие куры останавливаются. Если игрок дотрагивается до курицы или падает в яму внизу уровня, он теряет жизнь. Уровень состоит из платформ, лестниц и иногда встречающихся лифтов, которые постоянно движутся вверх, но после достижения верха экрана снова появляются снизу. Однако если игрок доедет до верха экрана на таком лифте, он потеряет жизнь.
За прохождением первых 8 уровней смотрит гигантская утка в клетке. После прохождения 8 уровней они проходятся снова, уже без куриц, но игрока преследует освобождённая утка. Второе прохождение даёт возможность пройти игру в третий раз с курицами и уткой. На четвёртом проходе добавляются новые курицы. Наконец, на пятом проходе увеличивается скорость кур и утки. Если игрок проходит все 40 уровней, он переходит на «уровень 41», который является таким же, как уровень 33.

## Восприятие
Версии для ZX Spectrum был присвоен номер 13 в списке 100 лучших игр всех времён журнала Your Sinclair.